# The Yma Sumac Concert Tour
The Yma Sumac Concert Tour (1954-1955) –en castellano: «La gira de conciertos de Yma Súmac (1954-1955)»– fue una gira musical de la cantante nacida peruana Yma Súmac, empezó en enero de 1954 y finalizó en noviembre de 1955 donde presentó sus éxitos y los temas más conocidos de sus álbumes Voice of the Xtabay, Legend of the Sun Virgin, Inca Taqui y Mambo!, acompañada de Moisés Vivanco a la guitarra y una orquesta de instrumentalistas, coristas y bailarines de los andes del Perúcon «lujosos trajes incas».

## Desarrollo
El 21 de enero de 1954, la gira empezó en Estados Unidos en el Berkeley Community Theater en California, junto a Vivanco y su «inusual compañía de músicos, tamboristas y bailarines andinos». En el anuncio publicitario llamaron a Súmac como «la voz más sensacional del siglo» y que «nunca antes jamás se había escuchado una voz así», como parte de la promoción del tour.
El 24 de enero de 1954 se presentaron en el Russ Auditorium en California, San Diego.El 7 de febrero de 1954 hizo un recital en el Her Majesty Theatre de Montreal, Canadá. El 17 de febrero de 1954 tocó en el Carnegie Hall en Nueva York. Tras este concierto, el célebre crítico Virgil Thomson quedó encantado y exclamó en su crítica que Súmac «pertenece a las grandes casas de la ópera». Súmac respondió: «Es muy tarde para mí para hacerlo. Además, hago mucho más dinero ahora, que cantando dos o tres arias por año en el Metropolitan Opera House». El 20 de febrero de 1954 se presentó en el Constitution Hall en Washington D.C y luego en el Symphony Hall en Boston (una de las tres mejores salas de concierto en el mundo). El 11 de marzo de 1954 se agendó fechas para Reino Unido en abril. Desde el 13 de marzo de 1954 hizo una serie de conciertos en el Dade County Auditorium de Miami. El 18 y 19 de marzo de 1954 dio recitales en el Ballet Theatre de Florida.

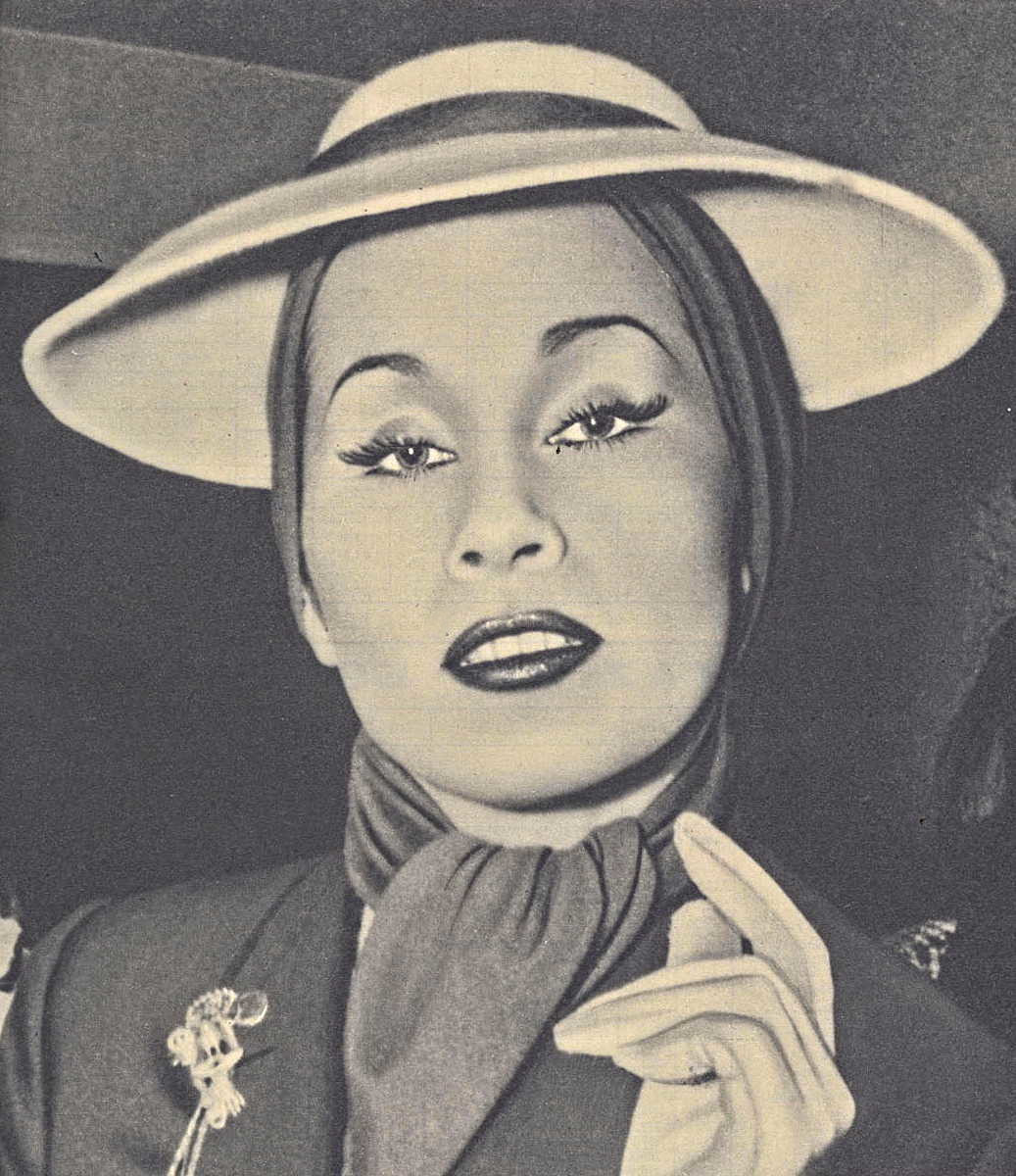
Súmac llegando a Italia (1954)

El 19 de marzo de 1954 viajó desde Nueva York hacia Italia para iniciar la fase europea de la gira. El 22 y 23 de marzo se presentaron en Milán en el Teatro Nuovo. El 24 de marzo en Prato. El 25 de marzo en Turín en el Teatro Nuovo. El 26 de marzo de 1954 en Bolonia en el Teatro Eleonora Duse. El 29 de marzo en Palermo. El 31 de marzo, 1 y 2 abril en Roma en el Teatro delle Quattro Fontane. Desde 1952 se tuvo programado un tour italiano por su alta demanda, pero fue postergado constantemente por otros compromisos de Súmac en el espectáculo. La gira en Italia fue un rotundo éxito y se alargó hasta abril de 1954. En total fueron más de 20 fechas italianas y recaudó más de medio millón de dólares actuales, ganando más de 50 mil dólares actuales por concierto. La gira siguió en Suiza, Reino Unido, París, Bélgica y Holanda, culminando Europa con más de 40 presentaciones en total.
El 3 de abril de 1954, una periodista de Billboard afirmó que viajó por casi todo Estados Unidos para poder entrevistar a Súmac durante su estancia en Tampa, Florida. La entrevista fue grabada y sintonizada en la radio después de su concierto. La describió como «una cosita encantadora» y que «es difícil imaginar esas tremendas notas desde un cuerpo tan diminuto». El 25 de abril de 1954 llenaron el Royal Albert Hall de Londres, a pesar de las críticas negativas por parte de la prensa escrita local, el público londinense insistió entusiasdamente en cinco ocasiones a la artista para volver a cantar, por lo que terminó interpretando canciones extras. El 28 de abril de 1954, Moisés Vivanco declaró a la prensa australiana que la cantante estuvo pensando en futuros recitales en setiembre para Australia y Nueva Zelanda, pero que por el momento estaban con muchos contratos en Nueva York. El tour reanudó en setiembre de 1954 pero en Hollywood y recaudó más de 165 mil dólares actuales con una serie de conciertos allí. El 12 de octubre de 1954 se presentaron en Sacramento Memorial Auditorium en California. El 12 de noviembre de 1954, The Florida Flambeau afirmó que la gira «era conocida por sus lujosos trajes y músicas incas». El 29 de noviembre de 1954 tocaron en el State Theater de Toledo, Ohio. El 30 de enero de 1955 dieron un recital en Her Majesty's Theatre de Montreal, Canadá. El 3 de febrero de 1955, la gira siguió en el local Chi Chi en California y The Desert Sun afirmó: «Pareció un sábado por la noche que un lunes... Chi Chi llenó su capacidad».El 7 de febrero de 1955 se presentaron en el McCarter Theatre Center de la Universidad de Princeton en Nueva Jersey. El 12 de febrero de 1955 se volvieron a presentar en el Constitution Hall en Washington D. C. El 19 de marzo de 1955 se presentaron en el auditorio de la Phoenix Union High School del Distrito de Escuelas Preparatorias de Phoenix Unión en Arizona. En abril hasta junio de 1955 se presentaron en el hotel de lujo de 5 estrellas Palmer House en Chicago.
El 6 de julio de 1955 se presentaron en la discoteca Cocoanut Grove del Hotel Amabassador de Los Ángeles, la cual fue sede de ceremonia de los Premios Óscar desde 1930. El 5 de noviembre de 1955, la gira finalizó en Estados Unidos en el Cotillion Room del hotel The Pierre de Nueva York. Allí Súmac interpretó «Love Is a Many-Splendored Thing» y el aria «Der Hölle Rache» de «La Reina de la Noche» de la ópera «La flauta mágica», pero en versión mambo, aplicando diversos efectos de voz.

## Personal
- Productor: Moisés Vivanco
- Director de orquesta: Vivanco
- Asistente de dirección orquesta: Mario Cortez
- Músicos: Elisabeth Waldo y Tata Siboney
- Bailarines: Don Kiego, Ula Kon, Teresita Hoekfi, Sari Dar, Magana y Gualtiero
- Gerente de la compañía: Emett J. Shea
- Secretaria de Súmac: Maureen Shea (1954)

## Controversias
El 6 de julio de 1954, Súmac regresó a Estados Unidos desde Europa para seguir con la gira y al desembarcar del transatlántico fue detenida por la policía de inmigración estadounidense. Posteriormente fue puesta en libertad y dio una conferencia de prensa al respecto.
El 19 de febrero de 1955 se lanzó Mambo!, tras ser postergado por la polémica del arresto.
El 28 de julio de 1955, Maureen Shea (exsecretaria de Súmac durante la gira) denunció a Moisés Vivanco de haberla embarazado sin reconocer su paternidad y sin pagar pensión alimenticia para sus hijas gemelas extramatrimoniales de 9 meses de edad. Súmac al enterarse entró en una gran crisis nerviosa. Según su médico de cabecera terminó en cuidado clínico y con sedantes, por lo que tuvo que cancelar conciertos del tour. El 1 de agosto de 1955, Súmac salió recuperada a declarar a la prensa junto a Vivanco para brindarle su apoyo y como matrimonio expresaron negar cualquier acusación legal.
El 12 de octubre de 1955, Shea exigió durante el juicio más de 5 mil dólares actuales mensuales por alimentos. El 4 de noviembre de 1955, Vivanco aceptó pagar la manutención.
El 17 de enero de 1957, Vivanco durante el juicio confirmó su relación con Shea. Esta afirmó haber sido la amante durante los años 1952-1954, mientras era secretaria de Súmac durante la gira. También afirmó que las gemelas nacieron en octubre de 1954.

## Crítica especializada
El 7 de febrero de 1954, La Patrie, tras una presentación en el Her Majesty's Theatre de Montreal, definió a la voz de Súmac como «única» y «extraña» y la consideró como «una de las mujeres más bellas de los escenarios», afirmando que «la gran cantante constituye la personalidad femenina más atractiva del continente». El 1 de marzo de 1954, New York Herald Tribune publicó una reseña de Virgil Thomson, de un concierto en el Carnegie Hall en Nueva York, donde afirmó lo siguiente: «Súmac pertenece a las grandes casas de la ópera». El 25 de abril de 1954, a pesar de que la crítica británica no recibió positivamente los conciertos de la soprano en Londres, la gira logró ser un éxito en la mayoría de sus conciertos allí. La intérprete denunció meses más tarde que dos de sus recitales londinenses fueron perjudicados debido a la publicidad. El 1 de febrero de 1955, Le Devoir la calificó de «voz inhumana», cantando desde «la contralto más baja hasta la soprano más alta». Resaltó que la entrada de su recital fue «agradable y pintoresca», llamándolo como un «espectáculo de variedades», refiriéndose a otro concierto en Montreal. Destacó su tema «Chuncho», mencionando que es «un género inimitable y en el que ella se revela como intérprete de los poderes secretos y oscuros de la naturaleza». El 30 de abril de 1955, Billboard publicó una reseña de un concierto en el hotel Palmer House en Chicago, donde alabó la voz de Súmac, la consideró «muy respetable» y de «renombre», pero que «hizo muy poco para complacer» a su audiencia. Calificó a su rendimiento como de «débil» y hasta de «inexistente». La revista insistió en que debe usar su canto para la televisión o películas, que «su presentación es supuestamente auténtica y que debería de crear un aura de interés», pero que «después de dos o tres canciones de nada más que de sonidos extraños, el interés desapareció». El 16 de julio de 1955, Billboard publicó una reseña de un concierto en la discoteca Cocoanut Grove en Los Ángeles (sede de ceremonia de los Premios Óscar desde 1930), el cual consideró de «no rentable» a la primera aparición de Súmac. La revista afirmó que «ya no es una novedad» y que «su voz no pudo ser demostrada como se debe» por errores técnicos de la cámara de eco. Denominó a su puesta de escena como «muy dramática» y resaltó la coreografía indígena de bailarines andinos peruanos. Expresó también que Súmac trabajó en desventaja porque su repertorio «era completamente ajeno» al público presente. Finalizó y declaró que «los aplausos en abundancia están reservados para el maestro Freddy Martin, quien tuvo una difícil tarea de montar un espectáculo por no poder familiarizarse con Súmac». La revista solo destacó sus «3 octavas». El 5 de noviembre de 1955, Billboard publicó una reseña del concierto en el Cotillion Room, donde remarcó sus 5 octavas de rango vocal, pero afirmó que «no pudo lograr conseguir el gusto por su voz». Resaltó la compañía de tamboristas y de bailarinas andinas. La revista destacó los temas «Tumpa!» y «Chuncho» y adjudicó que Súmac «provocó interés» cuando hace los sonidos de un terremoto o de la jungla, pero cuando canta una «balada tradicional» o un «popurrí de mambos latinos», el resultado es «todo, menos agradable». La crítica finalizó expresando textualmente: «Honestamente, disfruté las contribuciones del otro artista, más que cualquier cosa que Súmac tuviera para ofrecer».

## Lista de canciones
Interpretadas por Súmac:
1. «Ataypura! (High Andes!)»
2. «Montana»
3. «Kuyaway (Inca Love Song)»
4. «Tumpa! (Earthquake!)»
5. «Nobody Knows the Trouble I've Seen» de Louis Armstrong
6. «Ouvre Ton Coeur» de Georges Bizet
7. «Tu Ca Nun Chiagne» de Libero Bovio
8. «Ripui (Farewell)»
9. «Yma's Lament»
10. «Wayra (Dance of the Wind)»
11. «Suray Surita»
12. «Taita Inty (Virgin of the Sun God)»
13. «Chuncho (Creatures of the Forest)»
14. «Malambo N°1»